# Noriko Narazaki
Noriko Narazaki-Sugawara (jap. 楢崎 教子 Narazaki Noriko; ur. 27 września 1972) – japońska judoczka. Dwukrotna medalistka olimpijska.
Brała udział w dwóch igrzyskach (IO 96, IO 2000), na obu zdobywała medale w wadze półlekkiej, do 52 kilogramów. W 1996 zajęła trzecie miejsce, w 2000 była druga. Wywalczyła złoty medal mistrzostw świata w 1999. Zdobyła srebro igrzysk azjatyckich w 1994. Trzykrotnie była mistrzynią Japonii seniorów.